# موزه ملی فوتبال

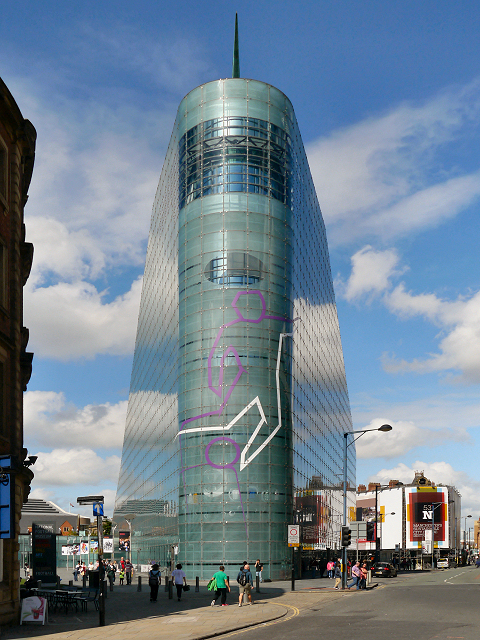
موزه فوتبال ملی در ژوئیه ۲۰۱۲.

موزه ملی فوتبال (به انگلیسی: The National Football Museum) یک موزه در مرکز منچستر، انگلستان است و از یادگارهای مهم فوتبال نگهداری می‌کند. این موزه ابتدا در لانکاشایر قرارداشت و سپس در سال ۲۰۱۲، به منچستر نقل‌مکان کرد.